# Oswald Malura

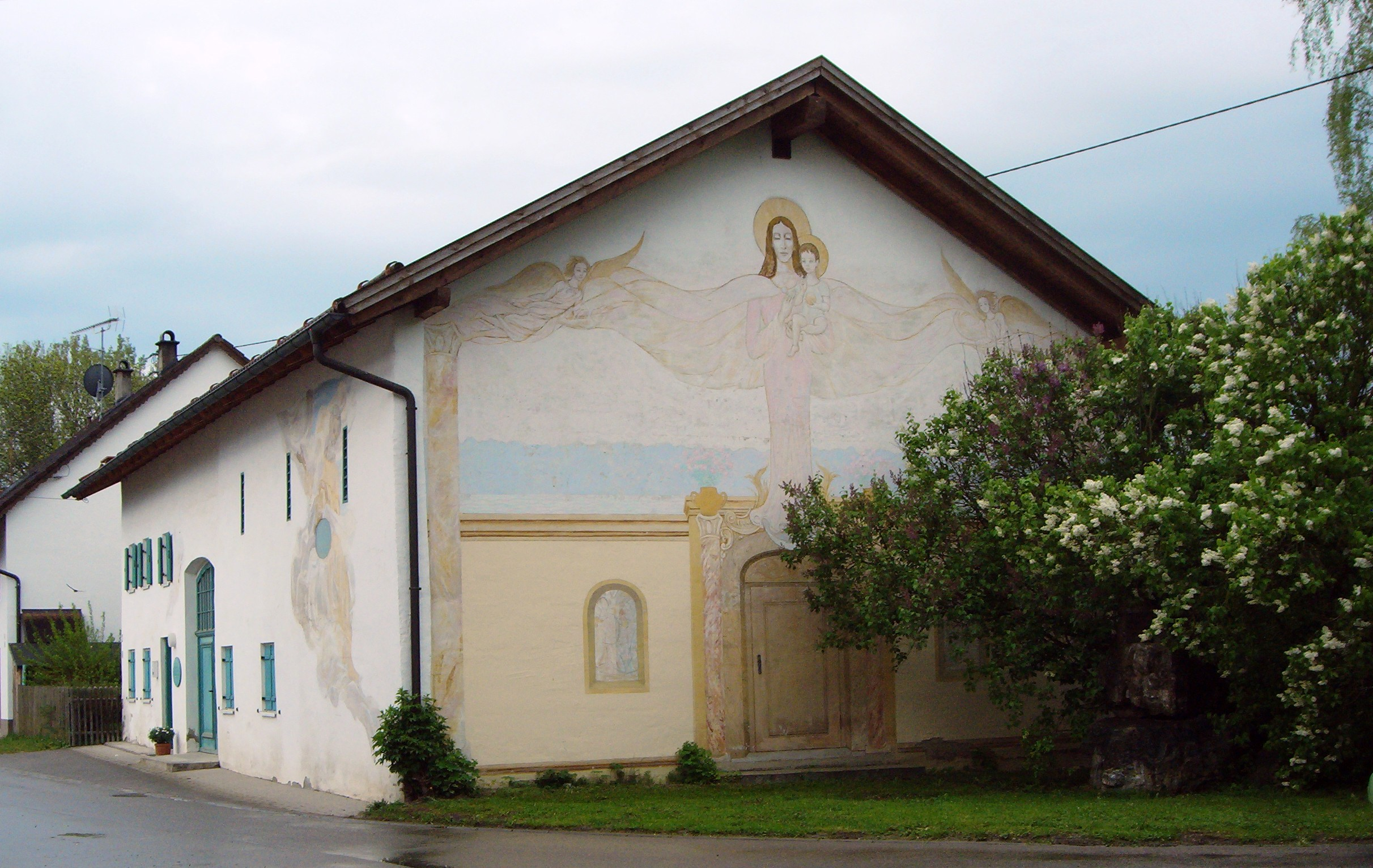
Das Malura-Museum in Oberdießen

Oswald Malura (* 9. Oktober 1906 in Boleslau; † 29. Juni 2003 in München) war ein deutscher Maler.

## Biographie
Nach einer Lehrzeit bei einem Dekorationsmaler im oberschlesischen Ratibor studierte Oswald Malura ab 1926 an der Akademie der bildenden Künste in München Malerei, wo er es nach zwei Jahren zum Meisterschüler brachte. Nach Abschluss des Studiums erhielt er das Mons-Reisestipendium für begabte Akademiestudenten, das ihm einen Aufenthalt in Indien und Ceylon ermöglichte. Im Verlauf der Reise traf er Mahatma Gandhi und den Nobelpreisträger Rabindranath Thakur. Die Erlebnisse dieser Reise schilderte er in dem 1949 erschienenen Buch „Als Maler durch Indien“. Anfang der 1950er Jahre unternahm er eine Reise nach Südamerika, während der er auch den südamerikanischen Kontinent umsegelte.
Mittelpunkt seines Wirkens war das Münchner Künstlerviertel Schwabing, wo er nach dem Zweiten Weltkrieg in der Leopoldstraße die „Galerie Malura“ eröffnete, in der monatlich wechselnde Ausstellungen, Vorträge und Diskussionsrunden stattfanden. Neben seiner künstlerischen Arbeit und der Galeristentätigkeit betrieb Malura auch eine „Staatlich genehmigte Mal- und Zeichenschule“. Ende der 1950er Jahre erbaute sich Malura in Oberdießen bei Landsberg am Lech das „Atelier am Hang“.
Unter der Bezeichnung „Bürgerversammlungen der Traumstadt“ fanden in seiner Schwabinger Wohnung in der Kaulbachstraße 75 von 1965 bis 1977 die von Peter Paul Althaus ins Leben gerufenen Künstlertreffen statt. 1977 erwarb Malura in Oberdießen ein altes Bauernhaus, das er renovierte und als „Haus der Begegnung“ zu einem „Kulturtreffpunkt für Gleichgesinnte im Geiste“ umgestaltete. In diesem Haus in Oberdießen, Mühlweg 2, besteht seit 1993 das Malura-Museum. Es wird von der 2003 gegründeten Oswald-Malura-Kunststiftung betrieben, der Maluras Sohn Andrew Malura vorsteht.
Oswald Maluras umfangreiches und vielseitiges Werk umfasst Porträts, Stillleben, abstrakte Bilder und Collagen. Die farbenfrohen Landschaftsbilder entstanden zumeist während seiner Studienreisen nach Indien, Ceylon und Südamerika.

## Ehrungen
Für sein künstlerisches Werk erhielt Oswald Malura mehrere Auszeichnungen und Ehrungen:
- Schwabinger Kunstpreis (1964)
- Seerosenpreis (1976)
- München leuchtet, Medaille in Silber (1986)
- Kulturpreis Schlesien des Landes Niedersachsen (1986)